# Floyd Little
Floyd Douglas Little (* 4. Juli 1942 in New Haven, Connecticut; † 1. Januar 2021 in Henderson, Nevada) war ein US-amerikanischer American-Football-Spieler. Er spielte als Runningback in der American Football League (AFL) und in der National Football League (NFL) bei den Denver Broncos.

## Jugend
Floyd Little stammte aus bescheidenen wirtschaftlichen Verhältnissen. Er wurde in New Haven geboren, wuchs allerdings zunächst in Waterbury auf. Er hatte noch drei ältere Schwestern und einen jüngeren Bruder. Sein Vater starb, als er sechs Jahre alt war. Die Erziehung von Floyd wurde daraufhin von einer Schwester übernommen. Er selbst musste bereits im Alter von sechs Jahren zum Lebensunterhalt der Familie beitragen. Er trug Zeitungen aus, arbeitete als Autowäscher und putzte Schuhe. Zusammen mit seiner Familie zog er im Alter von 13 Jahren nach New Haven, wo er die Highschool besuchte, auf welcher er auch Football spielte. Aufgrund seiner Leistungen als Footballspieler wurde er in die Staatsauswahl von Connecticut gewählt. Die schulischen Leistungen von Little waren jedoch sehr schlecht. Er besuchte daher das Bordentown Military Institute in Bordentown, New Jersey, um sich dort auf ein Collegestudium vorzubereiten. Auch in Bordentown spielte er Football, war aber auch in anderen Sportarten aktiv. Als Footballspieler wurde er zum All American gewählt. Nach wie vor musste Little für seinen Lebensunterhalt selbst sorgen und arbeitete unter anderem in der Cafeteria der Schule. Nach seinem Schulabschluss erhielt Little von zahlreichen Colleges Sportstipendien angeboten. Letztendlich waren es die Lebensläufe von Ernie Davis und Jim Brown, die an der Syracuse University studiert hatten, die Floyd Little dazu brachten, sich diesem College anzuschließen.

## Spielerlaufbahn

### Collegekarriere
Floyd Little studierte von 1964 bis 1966 an der Syracuse University und spielte dort für die Syracuse Orange unter Trainer Ben Schwartzwalder Football. Little wurde als Runningback eingesetzt und erhielt die Rückennummer 44 die vor ihm bereits Ernie Davis und Jim Brown getragen hatten. Ab dem Jahr 1965 spielte er mit zusammen mit Larry Csonka und Tom Coughlin in der Offense seiner Mannschaft.
Little wurde in allen drei Spieljahren zum All American gewählt. 1966 spielte er mit den Orange im Gator Bowl gegen die Mannschaft der University of Tennessee. Little zeigte in dem Spiel eine herausragende Leistung. Er erzielte durch Laufspiel einen Raumgewinn von 216 Yards. Ferner lag sein Durchschnitt bei einem Raumgewinn von 7,6 Yards pro Lauf. Obwohl er noch einen Touchdown erzielen konnte, gelang es ihm nicht die 18:12-Niederlage seiner Mannschaft zu verhindern. Little wurde allerdings nach dem Spiel zum Most Valuable Player (MVP) erklärt und im Jahr 1989 in die Gator Bowl Hall of Fame aufgenommen. In allen drei Studienjahren wurde Little von seinem College ausgezeichnet.

### Profikarriere
Im Jahr 1967 wurde Floyd Little durch die Denver Broncos in der ersten Runde an sechster Stelle gedraftet. Die Draft wurde in diesem Jahr zum ersten Mal durch die AFL und NFL gemeinsam ausgetragen. Little kam auch in Denver als Runningback zum Einsatz, war aber in seinen ersten beiden Spieljahren ebenfalls für die Kick-off und Punt-Returns verantwortlich. Im Jahr 1969 konnte er zum ersten Mal eine Jahresbestleistung aufstellen. Ihm gelang ein Durchschnitt von 81 Yards pro Spiel. Weitere Jahresbestleistungen sollten folgen. Im Gegensatz zu Little, der sich zu einem Spitzenspieler in der NFL entwickelte, blieben die Broncos weit hinter seinen Leistungen zurück. Bis zu seinem Karriereende im Jahr 1975 gelang es ihm nicht mit dem Team aus Colorado in die Play-offs einzuziehen.

## Nach der Laufbahn
Bereits während seiner Zeit bei den Denver Broncos absolvierte er an der University of Denver, Sturm College of Law ein Verwaltungsstudium. Er schloss das Studium mit dem Mastergrad ab. Im Jahr 1976 arbeitete er als Fernsehmoderator beim US-amerikanischen Fernsehsender National Broadcasting Company (NBC). Von 1977 bis 1979 nahm er an einem Trainingsprogramm der Fa. Ford teil und betrieb danach seine eigene Niederlassung. Im Jahr 2009 setzte er sich zur Ruhe.

## Ehrungen
Floyd Little wurde fünfmal zum All Pro gewählt. Er spielte fünfmal im Pro Bowl/AFL All-Star-Game, dem Abschlussspiel der besten Spieler einer Saison. Er ist Mitglied in der Pro Football Hall of Fame, in der College Football Hall of Fame und in der Colorado Sports Hall of Fame. Seine Rückennummer 44 wird bei den Broncos und am College nicht mehr vergeben. Die Denver Broncos ehren ihm im Sports Authority Field at Mile High auf dem Denver Broncos Ring of Fame. Im Jahr 1973 erhielt er den "Whizzer" White NFL Man of the Year Award.

## Quelle
- Floyd Little, Floyd Little's Tales from the Broncos Sideline, Sports Publishing LLC, 2006, ISBN 9781596700505